# Azeriek
Az azeriek a Kaukázus déli részén élő török nyelvű nép. Az azeri nyelvet beszélik, ami az altaji nyelvcsalád tagja, azon belül a török nyelvek közé tartozik. Azeriek élnek Iránban, Azerbajdzsánban, Grúziában, Oroszországban, Irakban, Törökországban és Ukrajnában. A nyelv egyedül Azerbajdzsánban hivatalos. Körülbelül 25 millió azeri etnikumú él szerte a világban.

## Híres azeriek

### Politikusok
- Heydər Əliyev
- İlham Əliyev

### Tudósok
- Kerim Alijevics Kerimov

### Zenészek, előadóművészek
- Səfurə Əlizadə
- Aziza Mustafa Zadeh
- Səbinə Babayeva
- Aysel Teymurzadə
- Aziza Mustafa Zadeh

### Írók, költők
- Fuzúli
- Banin

### Sportolók, játékvezetők
- Eduard Markarov
- Cihan Özkara
- Karim Anszárifard
- Sahrijar Mamedjarov
- Tejmur Radzsabov
- Elchin Alizade
- Şahin İmranov
- Ağası Məmmədov
- Samir Məmmədov
- Mahamed Davudovics Ariphadzsijev
- Eldar Muhtarovics Azim-Zagye
- Anar Salmanov
- Asim Xudiyev
- Vüsal Əliyev

### Külföldön élő azeri származású hírességek
- Robert Hossein francia színész